# Песчаное (Волчанский район)
Песчаное (укр. Піщане), село, 
Нестернянский сельский совет,
Волчанский район,
Харьковская область.
Код КОАТУУ — 6321684607. Население по переписи 2001 года составляет 26 (8/18 м/ж) человек.

## Географическое положение
Село Песчаное находится на границе с Россией, на расстоянии в 2 км от сёл Нестерное и Шабельное, по селу протекает пересыхающий ручей с несколькими запрудами.

## История
- 1695 — дата основания.